# Estação Empalme
Empalme é uma estação da Linha 5 do Metro de Madrid.

## História

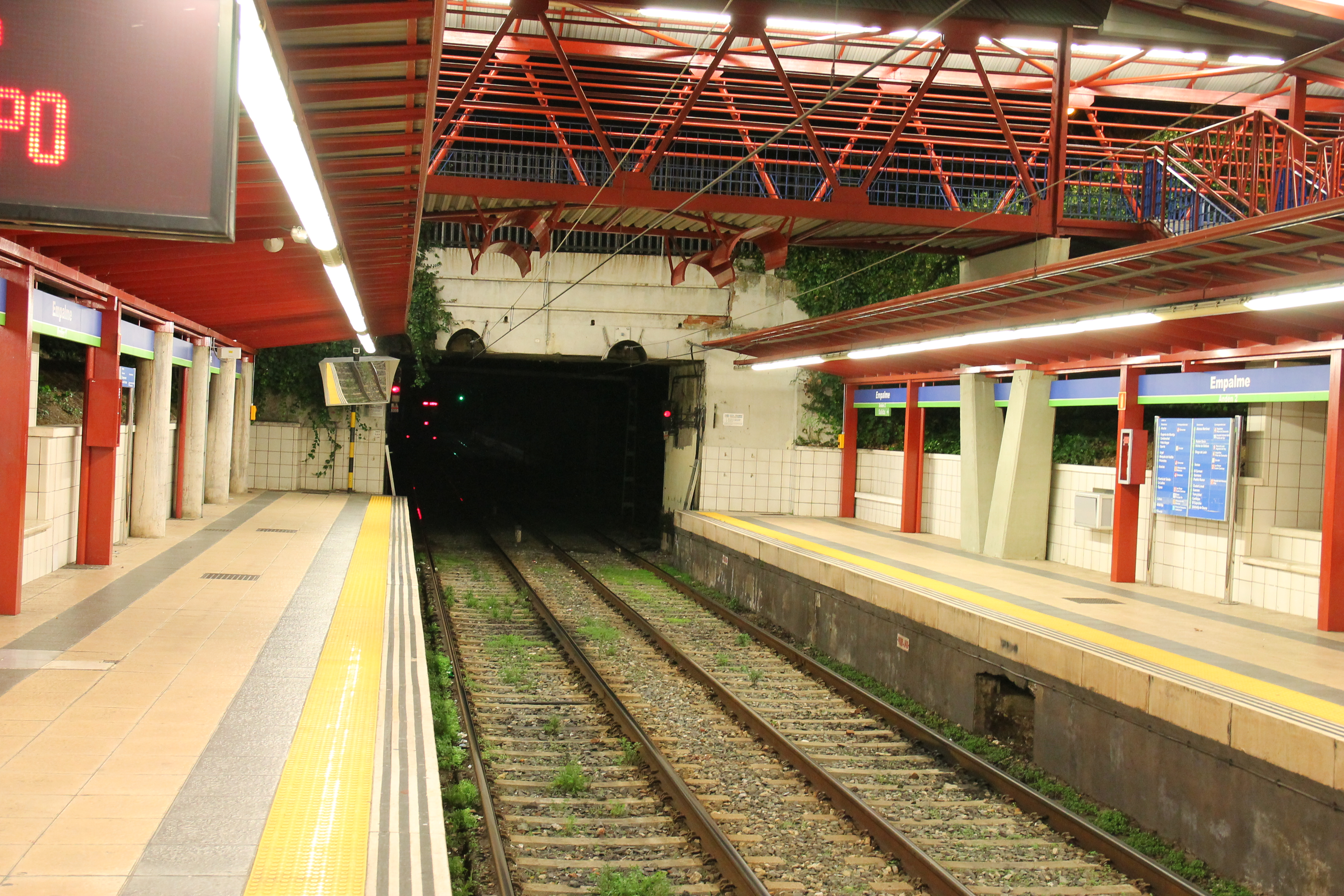
Tricceira no cruzamenro das duas linas.

A estação abriu ao público em 1 de abril de 1961, dois meses após a abertura da linha operada pela F.C. Suburbana da estação Carabanchel a Chamartín de la Rosa, linha da qual fazia parte. O nome curioso de Empalme vem da sua relação com a linha Madrid-Almorox. Esta linha, que partia da estação desativada de Goya, cruzava em um viaduto acima da linha da F.C. Suburbana entre as estações de Aluche e Campamento, onde os trilhos iam dentro de uma trincheira. Foi decidido fazer uma parada na linha férrea com o nome de Empalme-Goya e para estabelecer uma ligação entre elas.
A linha da F.C. Suburbano passou a pertencer ao Metro de Madri em 17 de dezembro de 1981, tendo sido incorporada incorporada a Linha 10 até 2002 quando foi integrada a Linha 5.